# Стар Лерински затвор
Старият Лерински затвор (на гръцки: Παλιές Φυλακές Φλώρινας) е историческа постройка в град Лерин, Гърция. В 1994 година сградата, собственост на Министерството на вътрешните работи, е обявена за паметник на културата, като „забележителен пример за сграда от специален тип, важна за изследването на еволюцията на архитектурата в града“.